# Paul Nadar
Paul Nadar (ur. 8 lutego 1856 w Paryżu, zm. 1 września 1939 tamże) – francuski fotograf.
Był jedynym dzieckiem Ernestine Tournachon i fotografa Gaspard-Félixa Tournachona, znanego jako Nadar. Uczył się fotografować od swojego ojca, autora portretów wielu artystów i przedstawicieli elit Francji II Cesarstwa. Zdjęcia te, pozbawione rekwizytów i ozdobnych teł, kładły natomiast nacisk na osobowość modela. Z czasem estetyka portretów Nadara-ojca uległa skonwencjonalizowaniu i komercjalizacji, a w miejsce dużych, pełnych szczegółów fotografii w technice mokrej płyty kolodionowej, Nadar-ojciec zajął się bardziej lukratywnymi carte de visite. W 1871 Nadar-ojciec zamknął studio przy boulevard des Capucines i przeniósł się na ulicę d’Anjou 51. Zakładem zarządzał Paul z matką, kierując jego działalność w stronę dochodowej i popularnej wówczas, ale banalnej fotografii, wykorzystującej dekoracyjne tła, wymyślne pozy i bogate rekwizyty.
Nadar-ojciec nie angażował się w działalność studia i nie pochwalał zmian, jakie w nim zachodziły. W połowie lat. 80. ojciec i syn na krótko pogodzili się, czego owocem było wspólne przedsięwzięcie, zatytułowane Entretien de M. Nadar avec M. Chevreul, le jour de son centenaire (Wywiad pana Nadara z panem Chevreulem w dzień jego setnych urodzin). Był to wywiad z chemikiem Michelem Eugène’em Chevreulem, przeprowadzony przez Nadara-ojca, a sfotografowany przez Paula. Zestaw zdjęć, który ukazał się na łamach czasopisma „L’Illustration” w 1886 r., uważany jest za dzieło pionierskie w rozwoju fotoreportażu i pierwszy foto-wywiad.
W 1886 Paul Nadar przejął kontrolę nad zakładem. Wzorem ojca, zajął się fotografią lotniczą (z balonu). W 1890 wyjechał w podróż z Europy do Turkiestanu śladami dawnego jedwabnego szlaku, fotografując odwiedzane miejsca. Używał wówczas nowego wyposażenia Kodaka; wkrótce został przedstawicielem tej firmy.
W 1895 Paul Nadar oficjalnie stał się właścicielem studia swojego ojca i prowadził go do swojej śmierci. W 1912 odznaczony został Krzyżem Oficerskim Legii Honorowej. Przez kilka kolejnych lat zakładem fotograficznym kierowała nim jego córka, Marthe, po czym został ostatecznie zamknięty. Całe wyposażenie studia oraz negatywy i zdjęcia Nadara-ojca i Paula sprzedała francuskiemu rządowi druga żona Paula, Anne.

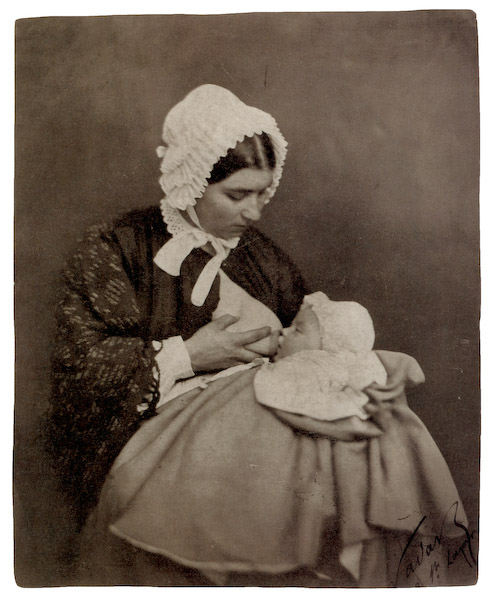
F. Nadar, Paul Nadar z nianią, 1856
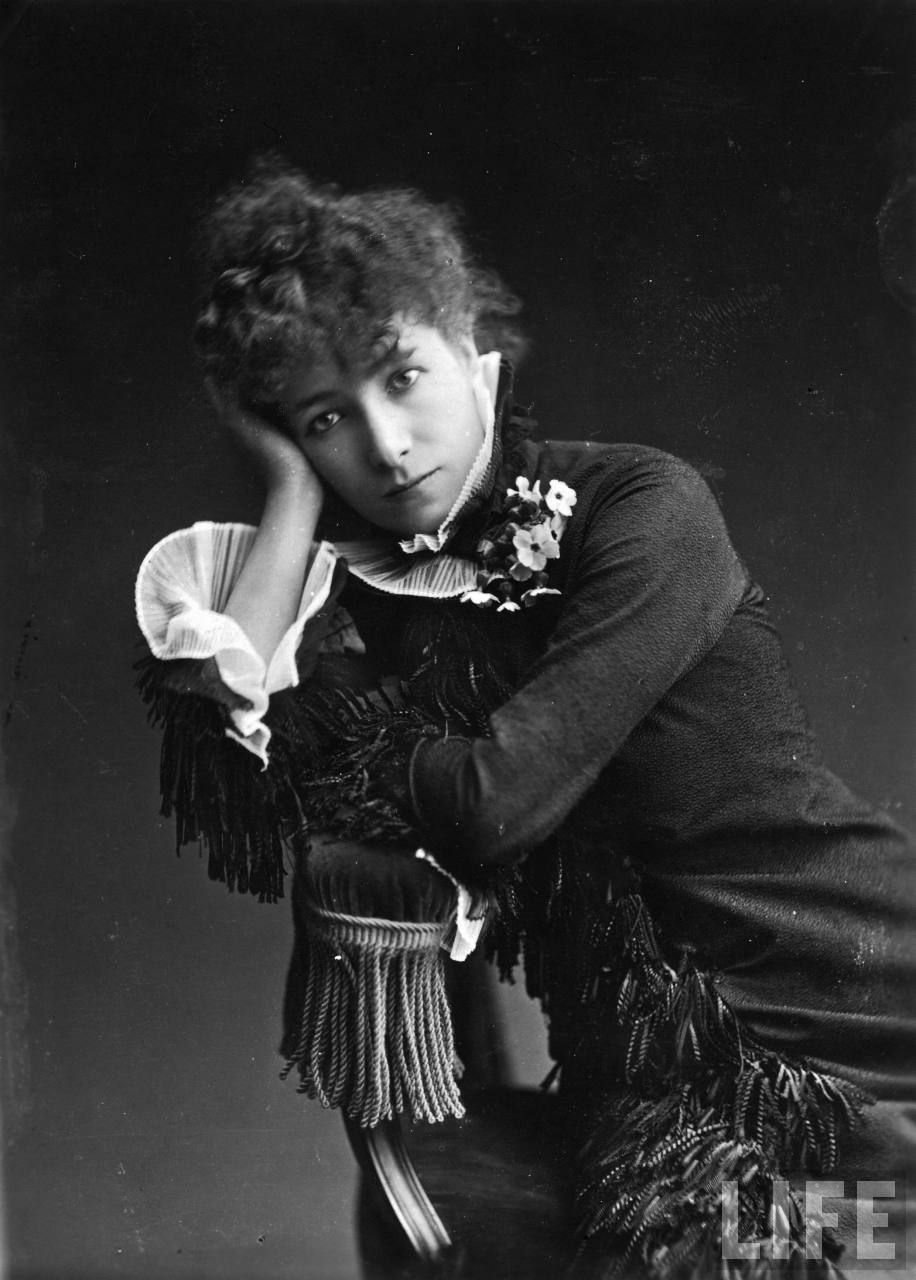
P. Nadar, Sarah Bernhardt, ok. 1878
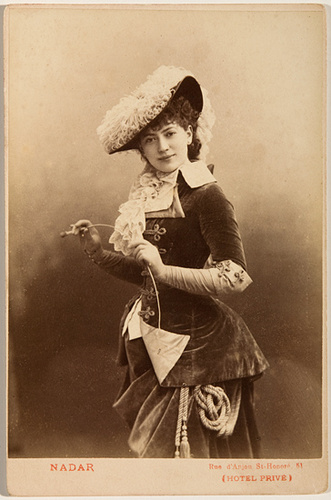
P. Nadar, Portret kobiety, ok. 1885
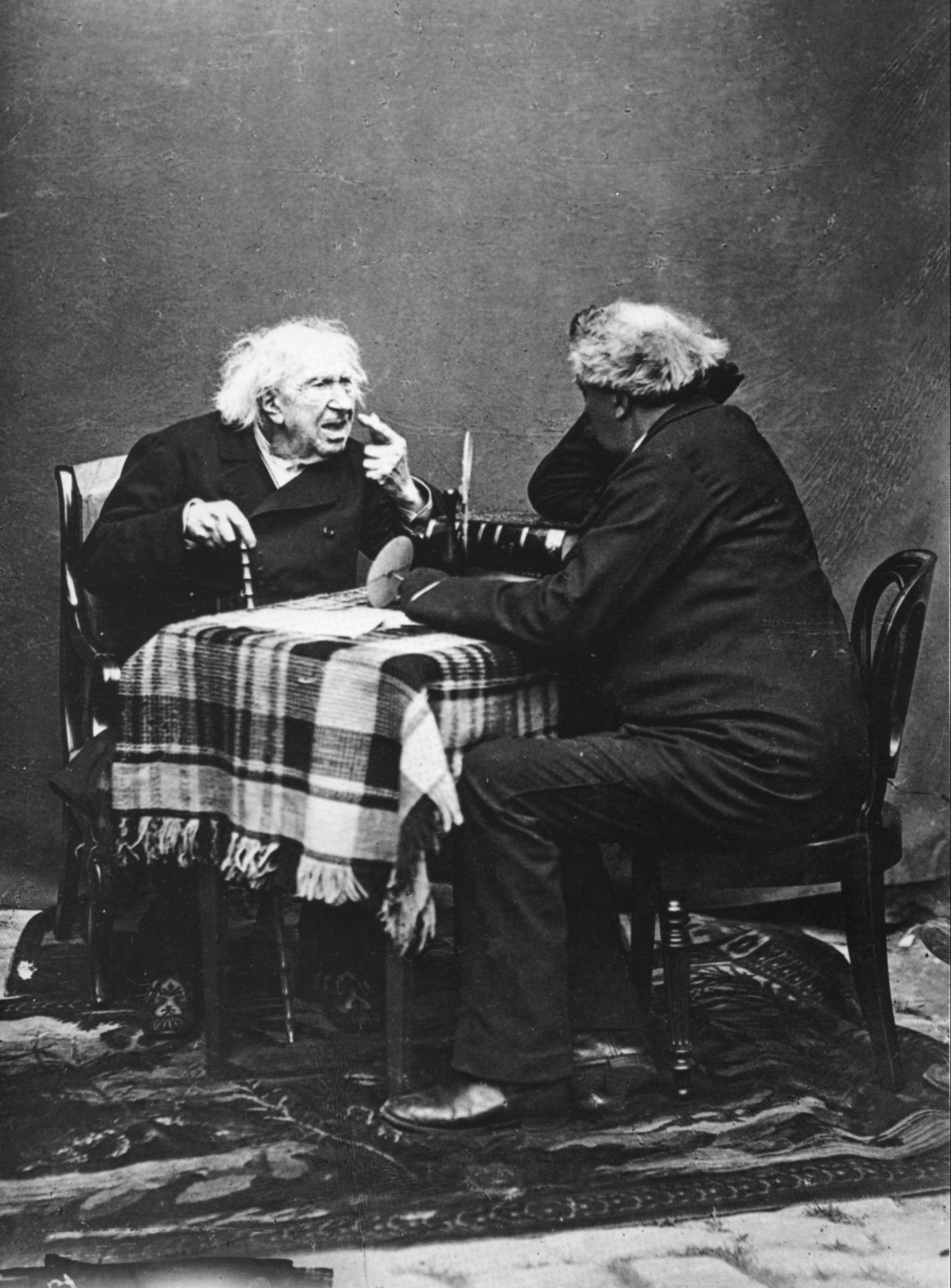
F. Nadar, P. Nadar, zdjęcie z serii z M.E. Chevreulem, 1886